# Cetoacidosi
La cetoacidosi és un estat metabòlic associat amb una alta concentració de cossos cetònics, format per la descomposició dels àcids grassos i la desaminació dels aminoàcids. Les dues cetones més comunes que produeixen els éssers humans són l'àcid acetoacètic i β hidroxibutirat.
La cetoacidosi és un estat patològic caracteritzat per la cetosi metabòlica extrema i descontrolada. (La cetosi normal, per contra, és un aspecte funcional del metabolisme energètic a base de greix, induïda pel dejuni prolongat o una dieta baixa en hidrats de carboni.) En la cetoacidosi, el cos no pot regular adequadament la producció de cetones que causa una acumulació severa de cetoàcids que disminueixen substancialment el pH de la sang. En casos extrems la cetoacidosi pot ser mortal.
La cetoacidosi és més comuna en la diabetis mellitus de tipus 1 sense tractar, quan el fetge descompon els greixos i les proteïnes en resposta a una necessitat percebuda pel substrat respiratori. L'alcoholisme prolongat pot conduir a la cetoacidosi alcohòlica. El dejuni porta a la cetosi però no a la cetoacidosi.
La cetoacidosi es pot olorar en l'alè d'una persona. Això es deu a l'acetona, un subproducte directe de la descomposició espontània de l'àcid acetoacètic. Sovint es descriu com olor de poma o del dissolvent d'esmalt d'ungles. La cetosi també es pot olorar, però l'olor sol ser més subtil a causa de baixes concentracions d'acetona.